# Stella Sigurðardóttir
Stella Sigurðardóttir (ur. 4 lutego 1990 w Reykjavíku) – islandzka piłkarka ręczna, reprezentantka kraju, grająca na pozycji lewej rozgrywającej. Obecnie występuje w Islandii, w drużynie Fram Reykjavík.